# Антадзе, Додо Константинович
Додо (Исаак) Константинович Антадзе (груз. დოდო კონსტანტინეს ძე ანთელავა; 1900—1978) — советский, грузинский театральный режиссёр. Народный артист СССР (1971).

## Биография
Исаак Антадзе родился 28 сентября (11 октября) 1900 года (по другим источникам — 10 октября) в селе Вардзия (ныне в Имеретии, Грузия).
В 1919—1920 годах учился в театральной студии Г. Джабадари в Тифлисе. Впоследствии учился у Котэ Марджанишвили.
С 1920 года — ассистент режиссёра, с 1925 по 1927 год — режиссёр Тифлисского театра им. Ш. Руставели. В 1927—1928 годах — режиссёр Рабочего театра Тифлиса. В 1928 году руководил Тифлисским театром юного зрителя.
В 1928 году участвовал в создании 2-го государственного театра драмы в Кутаиси (ныне Тбилисский академический театр имени К. Марджанишвили). С этого же года и по 1933 — режиссёр этого театра, ставил спектакли совместно с К. А. Марджанишвили. В 1930 году театр был переведён в Тифлис. В 1933—1938 годах — художественный руководитель и директор театра.
В 1938—1952 годах — художественный руководитель и директор Кутаисского театра им. Л. Месхишвили, в 1952—1957 — Тбилисского русского драматического театра им. А. Грибоедова, в 1957—1962 — Тбилисского театра им. Ш. Руставели.
Выступал и как режиссёр-постановщик спектаклей.
В 1962—1974 годах — председатель театрального сообщества Грузии.
Член КПСС с 1940 года.
Умер Исаак Антадзе 18 апреля 1978 года в Тбилиси. Похоронен в Дидубийском пантеоне.

## Звания и награды
- Народный артист Грузинской ССР (1940)
- Народный артист СССР (1971)
- Государственная премия Грузинской ССР им. К. Марджанишвили (1977 — за книгу «Рядом с Марджанишвили», 1975)
- Три ордена Трудового Красного Знамени (1941, 1946, 1950)
- Два ордена «Знак Почёта» (1958, 1966)
- Медали.

## Творчество

### Постановки в театре

#### Тифлисский театр им. Ш. Руставели
- 1925 — «Землетрясение в Лиссабоне» П. М. Какабадзе
- 1927 — «Вильгельм Телль» Ф. Шиллера
- 1961 — «Огни Картли» В. Канделаки
- 1962 — «Кутаисцы» Л. Синикидзе

#### Тифлисский рабочий театр
- 1927 — «Десять дней, которые потрясли мир» по Д. Риду

#### Тбилисский академический театр имени К. Марджанишвили
- 1928 — «Гоп-ля, мы живём!» Э. Толлера (совм. с К. Марджанишвили)
- 1928 — «Овечий источник» Л. де Веги (совм. с К. Марджанишвили)
- 1929 — «Как это было» К. Р. Каладзе (совм. с К. Марджанишвили)
- 1929 — «Балл» Д. Чианели (совм. с К. Марджанишвили)
- 1931 — «Дом на берегу Куры» К. Р. Каладзе (совм. с К. Марджанишвили)
- 1932 — «Немые заговорили» Г. Д. Баазова
- 1933 — «Затмение солнца в Грузии» З. Н. Антонов (совм. с К. Марджанишвили)
- 1934 — «Гурия Ниношвили» Ш. Н. Дадиани
- 1934 — «Шамиль» И. Вакели (совм. с Челидзе)
- 1936 — «Далёкое» А. Н. Афиногенова
- 1937 — «Ицка Ражинашвили» Г. Д. Баазова

#### Кутаисский театр им. Л. Месхишвили
- 1939 — «Повесть о них» В. И. Габескирия
- 1939 — «Вчерашние» Ш. Н. Дадиани
- 1939 — «Отелло» У. Шекспира
- 1941 — «Король Лир» У. Шекспира
- 1944 — «Свадьба Кречинского» А. В. Сухово-Кобылина
- 1948 — «Разбойники» Ф. Шиллера
- 1952 — «Ревизор» Н. В. Гоголя
- «Из искры» Ш. Н. Дадиани
- «Киквидзе» В. А. Дарасели

#### Тбилисский русский драматический театр имени А. С. Грибоедова
- 1957 — «Хевисбери Гоча» С. И. Шаншиашвили

### Сочинения
- «Дни недавнего прошлого », об истории советского грузинского театра (в 2-х томах, 1966—1962 гг.)
- «Рядом с Марджанишвили», о совместной работе с основателем грузинского театра К. Марджанишвили (1975).